# Надзвичайний і Повноважний Посол
Надзвича́йний і Повнова́жний Посо́л (англ. Ambassador Extraordinary and Plenipotentiary, нім. Außerordentlicher und bevollmächtigter Botschafter, фр. Ambassadeur extraordinaire et plénipotentiaire) — найвищий дипломатичний ранг, який може мати посол-дипломат або керівник дипломатичної установи у багатьох країнах світу.

## Історія походження назви
Сучасне повне найменування посла — «надзвичайний і повноважний» — стало вживатися з другої половини XVII ст. До цього у постійно акредитованих повноважних послів виникали проблеми у протокольному старшинстві з надзвичайними послами, які виконували спеціальні доручення тимчасово (коронація, важливі переговори та інше). Ці посли вимагали особливих почестей та перших місць, порівняно з послом, який перебував у країні постійно. Тому у вірчих грамотах постійних (повноважних) послів почали додавати слово «надзвичайний», тим самим у протокольному плані вони зрівнялися з послами надзвичайними.

## Призначення
Надзвичайні та Повноважні посли призначаються[де?] Главою держави за поданням керівника відомства у закордонних справах[джерело?].

## В Україні
В Україні посада-звання надзвичайного і повноважного посла прирівнюється до державного службовця першого рангу і регулюється Законом України від 28 листопада 2002 року Верховної Ради України «Про дипломатичну службу».

### Призначення Надзвичайного і Повноважного посла
Надзвичайний та Повноважний Посол України призначається на посаду та звільняється з посади Президентом України за поданням Міністра закордонних справ України.
Укази Президента України з цих питань скріплюються підписами Прем'єр-міністра України та Міністра закордонних справ України.
Одночасно з призначенням на посаду, послу встановлюється відповідний його посаді дипломатичний ранг, який зберігається за ним довічно. Обов'язки та права Надзвичайного і Повноважного посла України чітко регламентуються Законом України «Про дипломатичну службу».

### Присвоєння звання
У низці випадків, звання Надзвичайного і Повноважного посла може присвоюватися керівнику української дипломатичної установи-підрозділу, або керівнику вищого навчального закладу дипломатичного спрямування. Звання зберігається за особою довічно.